# The Gilded Age: A Tale of Today
A Era Dourada: Um Conto de Hoje é um romance satírico e político de Mark Twain e Charles Dudley Warner, publicado pela primeira vez em 1873. Ele satiriza a ganância e a corrupção política nos Estados Unidos do pós-Guerra Civil. Embora não esteja entre as obras mais conhecidas de Twain, foi publicado em mais de 100 edições desde a sua publicação original. Twain e Warner originalmente planejavam lançar o romance com ilustrações de Thomas Nast. O livro é notável por dois motivos — é o único romance que Twain escreveu em colaboração, e seu título rapidamente se tornou sinônimo de corrupção, materialismo e ganância na vida pública. O romance deu nome à era histórica: o período da história dos EUA de 1870 até cerca de 1900 é agora conhecido como Era Dourada.

## Resumo da trama
O romance trata dos esforços de uma família rural pobre para enriquecer vendendo, no momento certo, os 75 000 acre(s)s (300 km2) de terras não melhoradas adquiridas por seu patriarca, Silas "Si" Hawkins. Após várias aventuras no Tennessee, a família fracassa na tentativa de vender as terras, e Si Hawkins morre. O restante da história da família Hawkins foca em sua bela filha adotiva, Laura. No início da década de 1870, ela viaja para Washington, D.C. para se tornar lobbyista. Com a ajuda de um senador, ela entra na alta sociedade e tenta convencer Membros do Congresso a obrigar o governo federal a comprar as terras.
Uma história paralela escrita por Warner trata de dois jovens aristocratas, Philip Sterling e Henry Brierly, que buscam fortuna de maneira inovadora por meio de especulação fundiária. Eles viajam com um grupo com o objetivo de mapear terras no Tennessee para adquiri-las especulativamente. Philip é bem-intencionado, mas lento. Ele está apaixonado por Ruth Bolton, uma aspirante a médica e feminista. Henry é um vendedor nato, encantador, porém superficial.
As seções dos Hawkins, incluindo vários esquetes humorísticos, foram escritas por Twain. Exemplos incluem a corrida de barcos a vapor que termina em desastre (Capítulo IV) e Laura flertando com um balconista em uma livraria de Washington (Capítulo XXXVI). Também se destaca a presença cômica contínua do eternamente otimista e eternamente falido coronel Beriah Sellers, um personagem ao estilo de Wilkins Micawber. Inicialmente, ele foi nomeado Escol Sellers, mas, após objeção de George Escol Sellers, da Filadélfia, foi alterado para Beriah. Posteriormente, um Beriah real apareceu, e Twain passou a usar o nome Mulberry Sellers em The American Claimant. O personagem foi baseado em James Lampton, primo materno de Twain, e a trama da venda de terras espelha a aquisição de terras no Tennessee por seu pai, cuja venda esperada, segundo Twain escreveu em sua autobiografia, "nos manteve esperançosos por 40 anos, e nos abandonou no fim."
A ação principal da história se passa em Washington, D.C., e satiriza a ganância e corrupção das classes dirigentes. Twain também ridiculariza as pretensões sociais dos novos-ricos. Entre os visitantes de Laura em Washington está "Sra. Patrique Oreille (pronuncia-se O-relay)", esposa de "um francês rico do Condado de Cork", indicando que a família O'Reilly alterou seu sobrenome para esconder suas origens irlandesas.
No final, Laura fracassa em convencer o Congresso a comprar as terras dos Hawkins. Ela mata seu amante casado, mas é considerada inocente do crime, com a ajuda de um júri simpático e de um advogado habilidoso. Contudo, após uma tentativa frustrada de seguir carreira como conferencista, seu espírito se rompe, e ela morre lamentando sua queda da inocência. Washington Hawkins, o filho mais velho, que viveu à sombra da promessa do pai de que ele seria "um dos homens mais ricos do mundo", finalmente desiste da posse da terra ainda não desenvolvida ao não conseguir pagar os 180 dólares de impostos. Ele também parece pronto para superar sua passividade: "O feitiço está quebrado, a maldição de toda a vida acabou!" Philip, utilizando suas habilidades como engenheiro, descobre carvão nas terras do Sr. Bolton, conquista o coração de Ruth Bolton e parece destinado a ter um casamento próspero e convencionalmente feliz. Henry e Sellers, presumivelmente, continuarão a viver de sua esperteza enquanto outros pagam suas contas.

## Temas principais
O tema do romance é que o desejo de enriquecer, ganhar poder e fama por meio da especulação imobiliária permeia a sociedade, como ilustrado tanto pela família Hawkins quanto pelo pai instruído de Ruth, que mesmo assim não resiste a envolver-se em esquemas de lucro evidentemente duvidosos.
O livro não aborda outros temas atualmente associados à "Era Dourada", como a industrialização, os monopólios e a corrupção das máquinas políticas urbanas.

## Histórico de desenvolvimento
Charles Dudley Warner, escritor e editor, era vizinho e grande amigo de Mark Twain em Hartford, Connecticut. Segundo o biógrafo de Twain, Albert Bigelow Paine, suas esposas os desafiaram durante um jantar a escrever um romance melhor do que os que costumavam ler. Twain escreveu os primeiros 11 capítulos, seguidos por 12 capítulos escritos por Warner. A maior parte dos capítulos restantes também foi escrita por apenas um dos autores, mas os capítulos finais são atribuídos à autoria conjunta. O romance completo foi concluído entre fevereiro e abril de 1873.
Críticos contemporâneos, embora elogiassem o humor e a sátira, não consideraram a colaboração um sucesso, pois as histórias independentes de cada autor não se encaixavam bem. Uma resenha publicada em 1874 comparou o romance a um molho de salada mal misturado, no qual "os ingredientes são ótimos, mas o uso deles é falho."

## Importância literária e crítica
O termo Era Dourada, comumente atribuído ao período, vem do título deste livro. Twain e Warner retiraram o nome de William Shakespeare, em sua peça Rei João (1595): "Dourar o ouro refinado, pintar o lírio... é um excesso tolo e ridículo." (Ato IV, cena 2). Douramento de ouro, ou seja, colocar ouro sobre ouro, é algo excessivo e supérfluo — características da época retratada por Twain e Warner. Outra interpretação do título é o contraste entre uma idealizada "Era de Ouro" e uma menos digna "Era Dourada", pois o douramento é apenas uma fina camada de ouro sobre um metal inferior, conferindo ao título um significado pejorativo quanto à época, seus eventos e personagens.
O dramaturgo e roteirista David Mamet, ao falar sobre seu livro Bambi Meets Godzilla: On the Nature, Purpose and Practice of the Movie Business, usou A Era Dourada como metáfora para Hollywood. Em um programa da NPR, Mamet comparou a busca de 40 anos da família Hawkins por financiamento para uma represa em sua cidade natal com a situação de um jovem cineasta tentando vender um roteiro no implacável sistema de estúdios.